# 43923 Cosimonoccioli
43923 Cosimonoccioli este o planetă minoră (asteroid), cu un diametru de 3,635 km, din centura de asteroizi. A fost descoperită pe 14 februarie 1996 la stazione osservativa di Asiago Cima Ekar⁠(d) de Ulisse Munari⁠(d). 
Obiectul prezintă o orbită caracterizată de o semiaxă mare de 2,5964389557226 UAi, o excentricitate de 0,046340378351162, o înclinație de 6,8667176046664 ° în raport cu ecliptica.